# Salix bonplandiana
Salix bonplandiana — вид квіткових рослин із родини вербових (Salicaceae).

## Морфологічна характеристика
Це дерево 1–15 метрів заввишки. Гілки від жовто-коричневих до червоно-коричневих, голі; гілочки жовтуваті, з червоними чи червоно-бурими прожилками, голі чи запушені, вузли волосисті. Листки на 4–16 мм ніжках; найбільша листкова пластина 58–155 × 7–27 мм, від ременеподібної до вузьколанцетної форми; краї від зубчастих до пилчастих чи цілісні; верхівка від загостреної до гострої; абаксіальна поверхня (низ) гола чи майже так; адаксіальна — тьмяна чи злегка блискуча, гола чи волосиста; молода пластинка гола, запушена, волосиста чи рідко довго-шовковиста абаксіально, волоски білі. Сережки (зазвичай квітучі протягом усього сезону і пазушні, сидячі): тичинкові 24–131 × 3–10 мм; маточкові 24–47 × 6–12 мм. Коробочка 3–6 мм. 2n = 38.

## Середовище проживання
Гватемала; Мексика; США (Аризона, Каліфорнія, Колорадо, Невада, Нью-Мексико, Оклахома, Техас, Юта). Населяє байрачні ліси, уздовж струмків, пересохлі струмки; 700–2000 метрів.

## Використання
Дерево збирають із дикої природи для місцевого використання як їжу, ліки та джерело матеріалів. Його висаджують уздовж берегів струмків тощо для стабілізації ґрунту та запобігання ерозії, а також вирощують як декоративну рослину.